# Pozemní hokej na Letních olympijských hrách 1936
Pozemní hokej na LOH 1936 v Berlíně zahrnoval pouze turnaj mužů. Všechny zápasy tohoto turnaje se odehrály ve dnech 4. až 15. srpna 1936. Turnaje se zúčastnilo 11 mužstev, která byla rozdělena do 2 čtyřčlenných a 1 tříčlenné skupiny, ve kterých se hrálo způsobem jeden zápas každý s každým a poté týmy na 1. místech ve čtyřčlenné skupině A a tříčlenné skupině B a týmy na 1. a 2. místě ve čtyřčlenné skupině C postoupily do semifinále. Mužstva do skupin A a B byla úmyslně vybrány tak, aby tyto skupiny měly pouze jednoho favorita na postup, Konkrétně: Britskou Indii a Německo, zatímco mužstva do skupiny C byla vybrány tak, aby tato skupina byla co nejvyrovnanější.

## Turnaj mužů
| Zlato   | Indie (IND)      |
| Stříbro | Německo (GER)    |
| Bronz   | Nizozemsko (NED) |

## Základní skupiny

### Skupina A
- 5. srpna
- Japonsko - USA 5:1
- Britská Indie - Maďarsko 4:0
- 7. srpna
- Britská Indie - USA 7:0
- 8. srpna
- Japonsko - Maďarsko 3:1
- 10. srpna
- Britská Indie - Japonsko 9:0
- Maďarsko - USA 3:1

| Poř. | Tým           | Z | V | R | P | VG | OG | B |
| ---- | ------------- | - | - | - | - | -- | -- | - |
| 1.   | Britská Indie | 3 | 3 | 0 | 0 | 20 | 0  | 6 |
| 2.   | Japonsko      | 3 | 2 | 0 | 1 | 8  | 11 | 4 |
| 3.   | Maďarsko      | 3 | 1 | 0 | 2 | 4  | 8  | 2 |
| 4.   | USA           | 3 | 0 | 0 | 3 | 2  | 15 | 0 |

### Skupina B
- 4. srpna
- Afghánistán - Dánsko 6:6
- 6. srpna
- Německo - Dánsko 6:0
- 8. srpna
- Německo - Afghánistán 4:1

| Poř. | Tým         | Z | V | R | P | VG | OG | B |
| ---- | ----------- | - | - | - | - | -- | -- | - |
| 1.   | Německo     | 2 | 2 | 0 | 0 | 10 | 1  | 4 |
| 2.   | Afghánistán | 2 | 0 | 1 | 1 | 7  | 10 | 1 |
| 3.   | Dánsko      | 2 | 0 | 1 | 1 | 6  | 12 | 1 |

### Skupina C
- 4. srpna
- Francie - Švýcarsko 1:0
- Nizozemsko - Belgie 2:2
- 6. srpna
- Nizozemsko - Švýcarsko 4:1
- 7. srpna
- Francie - Belgie 2:2
- 9. srpna
- Švýcarsko - Belgie 2:1
- Nizozemsko - Francie 3:1

| Poř. | Tým        | Z | V | R | P | VG | OG | B |
| ---- | ---------- | - | - | - | - | -- | -- | - |
| 1.   | Nizozemsko | 3 | 2 | 1 | 0 | 9  | 4  | 5 |
| 2.   | Francie    | 3 | 1 | 1 | 1 | 4  | 5  | 3 |
| 3.   | Belgie     | 3 | 0 | 2 | 1 | 5  | 6  | 2 |
| 4.   | Švýcarsko  | 3 | 1 | 0 | 2 | 3  | 6  | 2 |

## Zápasy o medaile
Oba semifinálové zápasy se odehrály 12. srpna, zápas o 3. místo 14. srpna a finále 15. srpna.
|  | Semifinále | Semifinále    | Semifinále |  |  | Finále      | Finále        | Finále      |
|  |            |               |            |  |  |             |               |             |
|  | 1.A        | Britská Indie | 10         |  |  |             |               |             |
|  | 2.C        | Francie       | 0          |  |  |             |               |             |
|  |            |               |            |  |  | 1.A         | Britská Indie | 8           |
|  |            |               |            |  |  | 1.B         | Německo       | 1           |
|  | 1.B        | Německo       | 3          |  |  |             |               |             |
|  | 1.C        | Nizozemsko    | 0          |  |  | Třetí místo | Třetí místo   | Třetí místo |
|  |            |               |            |  |  | 2.C         | Francie       | 3           |
|  |            |               |            |  |  | 1.C         | Nizozemsko    | 4           |

## Medailisté

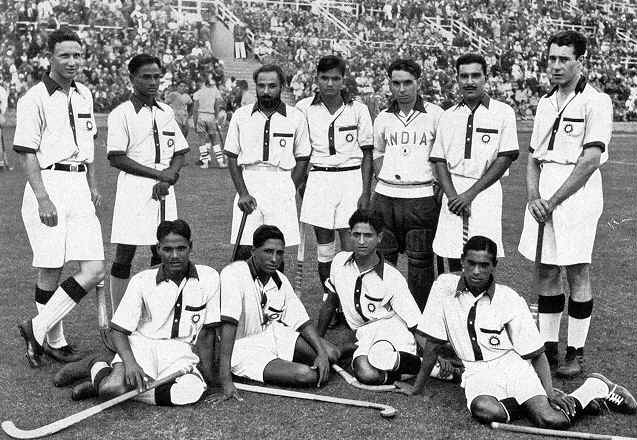
Tým Britské Indie

| Zlato | Stříbro | Bronz |
| --- | --- | --- |
| Indie (Britská Indie) | Německo | Nizozemsko |
| Richard Allen Dhyan Chand Ali Dara Lionel Emmett Peter Fernandes Joseph Galibardy Earnest Goodsir-Cullen Mohammed Hussain Sayed Mohammed Jaffar Ahmed Khan Ahsan Khan Mirza Masood Cyril Michie Baboo Nimal Joseph Phillips Shabab-ud-Din Shabban Garewal Singh Roop Singh Carlyle Tapsell | Hermann auf der Heide Ludwig Beisiegel Erich Cuntz Karl Dröse Alfred Gerdes Werner Hamel Harald Huffmann Erwin Keller Herbert Kemmer Werner Kubitzki Paul Mehlitz Karl Menke Fritz Messner Detlef Okrent Heinrich Peter Heinz Raack Karl Ruck Hans Scherbart Heinz Schmalix Tito Warnholtz Kurt Weiß Erich Zander | Henk de Looper Jan de Looper Aat de Roos Rein de Waal Piet Gunning Inge Heybroek Hans Schnitger René Sparenberg Ernst van den Berg Ru van der Haar Tonny van Lierop Max Westerkamp |